# Un dollaro di fifa
Pour plus de détails, voir Fiche technique et Distribution.
Un dollaro di fifa est une comédie de western italienne réalisée par Giorgio Simonelli et sortie en 1960. 
Le film est une parodie de Rio Bravo (1959) de Howard Hawks, dont le titre italien est Un dollaro d'onore.

## Synopsis
Alamo et Mike, deux magiciens maladroits, font tout pour être célèbres dans l'Ouest sauvage. Lorsqu'une tribu amérindienne les invite à faire leurs tours, ils font disparaître la femme du chef de la tribu sans pouvoir la ramener, ce qui les oblige à s'enfuir.
Arrivés à Paradise City, rebaptisée Danger City, où le shérif vient d'être tué, les deux magiciens sont accueillis par un plébiscite de la foule, alors qu'ils ne comprennent rien à la loi et qu'ils sont encore moins préparés à gouverner un pays. Pendant un certain temps, Mike et Alamo s'entendent bien dans la ville, tombant même amoureux de deux jolies filles du shérif décédé. Mais bientôt arrive un féroce bandit, qui est aussi l'un des nombreux individus qu'Alamo et Mike ont trompés avec leurs tours dans le passé. Lorsque les deux hommes sont découverts et démasqués, ils sont condamnés à la potence, mais ils parviennent à disparaître au moment de l'exécution et réapparaissent à l'extérieur de la ville, où ils s'enfuient.

## Fiche technique
- Titre italien original : Un dollaro di fifa[2]
- Réalisateur : Giorgio Simonelli
- Scénario : Mario Guerra, Giulio Scarnicci (it), Renzo Tarabusi (it)
- Photographie : Tino Santoni (it)
- Montage : Dolores Tamburini (it)
- Musique : Gianni Ferrio
- Effets spéciaux : Eros Bacciucchi (it)
- Décors : Franco Lolli
- Maquillage : Pier Antonio Mecacci (it)
- Production : Emo Bistolfi
- Société de production : Cineproduzione Emo Bistolfi
- Pays de production :  Italie
- Langues originales : italien
- Format : couleur par Eastmancolor - 2,35:1 - Son mono - 35 mm
- Durée : 94 minutes
- Genre : Comédie de western
- Dates de sortie :
  - Italie : 1960 (visa délivré le 12 août 1960[2])

## Distribution
- Walter Chiari : Mike
- Ugo Tognazzi : Alamo
- Mario Carotenuto : Shérif Cirios
- Hélène Chanel : Alice Perkins
- Leonora Ruffo : Sara Perkins
- Dominique Boschero : Sherry
- Aroldo Tieri : Maire
- Arturo Dominici : Spiritual
- Renzo Palmer : Smile
- Mimmo Poli : Zaccaria
- Renato Mambor : Hurricane
- Nando Angelini :
- Giorgio Cerioni : homme de main de Spiritual
- Nino Musco : le recteur
- Ignazio Balsamo : le joueur
- Gina Mascetti : la squaw
- Giovanni Vari : O'Brien